# Kevin Peek
Kevin James Peek (Adelaide, 21 december 1946 – Perth, 11 februari 2013) was een Australische gitarist, in Nederland voornamelijk bekend vanwege zijn werk met Sky.
Peek groeide op in Adelaide. Hij verhuisde in 1962 naar het Verenigd Koninkrijk, maar ging in 1982 weer terug naar zijn geboorteland. Vanaf zijn zevende jaar maakte hij muziek, eerst op allerlei percussieinstrumenten, maar vanaf zijn twaalfde ook de gitaar. Ook dan al speelde hij in diverse muziekgroepen in de anonimiteit. Hij speelde daarbij rock en jazz. Echt bekend raakte hij niet, ook niet als studiomuzikant op allerlei muziekalbums van derden. Zijn lijst is echter lang: Cliff Richard, Olivia Newton-John, John Williams, The New Seekers, Lulu, Cilla Black, Chris Rea, Elton John, Manfred Mann, Peter Skellern, Shirley Bassey, Mary Hopkin, Rick Wakeman, Alan Parsons Project, Jeff Wayne, Roger Daltrey, Mel Torme, The Shadows, Hank Marvin, Neil Diamond en Val Doonican maakten van zijn diensten gebruik. In 1979 trad hij toe tot de band Sky, een progressieve rockband met muziek die diepgeworteld was in de klassieke muziek. In 1991 hield de band op te bestaan en Peek verdween weer in de anonimiteit, maar kwam wel met een aantal soloalbums, waarbij bleek dat zijn inbreng in Sky groter was geweest dan gedacht.
Andere bands waarin hij speelde waren The Twilights (1964-1969 met Terry Britten en Glenn Shorrock), John Taylor Move (1967-1968), The Hurricanes, Johnny Broome & the Handels.
Peek ging tweemaal failliet en onderging tussen 1994 en 1997 drie jaar celstraf, wegens fraude in een beleggingsfonds. In 2010 stond Peek wederom voor de rechter, nu wegens ponzifraude. Het proces werd uiteindelijk wegens de broze gezondheid van Peek gestaakt.
Peek overleed op 66-jarige leeftijd aan kanker.

## Discografie

### solo
- 1978: Guitar junction
- 1979: Country folk (met Steve Gray van Sky)
- 1981: Awakening
- 1981: Straight flight
- 1982: Come alive
- 1982: Life and other games
- 1983: Hello and good morning
- 1985: Beyond the Planets (met Rick Wakeman)
- Still waters

### Sky
- zie Sky

### Van derden
- 1974: Cilla Black: In my life
- 1976: Alan Parsons Project: Tales of Mystery and Imagination
- 1979: Nutshell: Believe it or not
- 1979: Adrian Snell: Something new under the sun
- 1980: Adrian Snell: The passion